# Храм Анаит в Ерезе
Храм Анаит в Ерезе (арм. Երեզի Անահիտի տաճար) — главный храм древнеармянской богини-матери, богини плодородия и любви Анаит в городе Ереза (современный Эрзинджан) на берегу реки Арпарат. В храме стояла золотая статуя Анаит.